# Syngnathus pelagicus
Syngnathus pelagicus är en fiskart som beskrevs av Carl von Linné 1758. Syngnathus pelagicus ingår i släktet Syngnathus och familjen kantnålsfiskar. Inga underarter finns listade i Catalogue of Life.